# Cmentarz Ofiar Totalitaryzmu w Charkowie
Cmentarz Ofiar Totalitaryzmu (ukr. Цвинтар жертв тоталітаризму, trb. Cwyntar żertw totalitaryzmu) – cmentarz wojskowy w Charkowie, w rejonie kijowskim, na Piatichatkach w miejscu spoczynku części ofiar zbrodni katyńskiej wzniesiony w latach 1999–2000 według projektu Zdzisława Pidka i Andrzeja Sołygi oraz Wiesława i Jacka Synakiewiczów, zbudowany ze środków państwa polskiego; głównie funduszy rządowych, przekazanych na konto Rady OPWiM, a także społecznych, zebranych przez Rodziny Katyńskie i Polską Fundację Katyńską.
Cmentarz powstał z inicjatywy Federacji Rodzin Katyńskich, jako pierwszy z czterech założonych w latach 2000–2012 miejsc pochówku ofiar zbrodni katyńskiej, przy czym pozostałe trzy – w odróżnienia od niego – nazywają się oficjalnie polskimi cmentarzami wojennymi i mieszczą się w Katyniu (4 421 osób, inauguracja 28 lipca 2000), Miednoje (6 300 osób, inauguracja 2 września 2000) i Kijowie-Bykowni (3 435 osób, inauguracja 21 września 2012). Na godne pochowanie na cmentarzu wojskowym, czekają jeszcze nieodnalezieni „katyńczycy” z tzw. Białoruskiej Listy Katyńskiej, która – jeśli istnieje – zawiera nazwiska 3 870 osób zamordowanych w Mińsku.
Na cmentarzu w Charkowie spoczywa 4 302 oficerów Wojska Polskiego i polskich cywili zamordowanych w 1940 przez NKWD, a także 2 746 radzieckich zamordowanych przez NKWD w latach 1937–1938 w ramach tzw. wielkiej czystki. Polscy jeńcy wojenni z obozu jenieckiego w Starobielsku, którzy zostali pochowani w tym miejscu, byli przewożeni pociągami od 5 kwietnia do 12 maja 1940 do budynku Obwodowego Zarządu NKWD w Charkowie, a następnie rozstrzeliwano ich pojedynczo w piwnicy tegoż gmachu. 

## Historia
Zbrodnia katyńska wymierzona była nie tylko w polskich żołnierzy, ale również w prawdę o tym tragicznym wydarzeniu. Generalnie do 1990 władze ZSRS zaprzeczały swej odpowiedzialności za mord katyński i kłamliwie obarczały za niego Niemców.  Po II wojnie światowej – dopiero w latach 1951–1952 – została powołana Komisja Kongresu Stanów Zjednoczonych (tzw. Komisji Maddena), która zajmowała się wyjaśnianiem sowieckiego mordu na obywatelach polskich. Wiele lat później – 11 listopada 1976 „w hołdzie ofierze życia Żołnierzy Polskich, zamordowanych w 1940 roku w Związku Sowieckich Republik” Prezydent RP na Uchodźstwie Stanisław Ostrowski podpisał Zarządzenie, które umożliwiło udekorowanie Pomnika Katyńskiego w Londynie Srebrnym Krzyżem Orderu Wojennego Virtuti Militari. 
30 lipca 1991 – Federacji Rodzin Katyńskich – złożyła na ręce przewodniczącego Rady OPWiM pismo ze stanowiskiem w sprawie konieczności powstania cmentarzy wojennych i upamiętnienia ofiar Zbrodni Katyńskiej. W tym czasie, po rozpadzie ZSRS, 24 sierpnia 1991 proklamowała niepodległość Ukraina,  a sytuacja polityczna z jednej strony ułatwiała, a z drugiej hamowała działania katyńskie. W rezultacie polskich starań wiosną 1992 zostały podpisane z władzami obwodów smoleńskiego i twerskiego w Federacji Rosyjskiej, a w połowie lipca tego roku – także charkowskiego na Ukrainie, umowy intencyjne w sprawie wspólnych działań, których celem było wybudowanie polskich cmentarzy w Katyniu, Miednoje i Charkowie.
21 marca 1994 w Warszawie podpisana została między Rządem Rzeczypospolitej Polskiej a Rządem Ukrainy umowa o ochronie miejsc pamięci i spoczynku ofiar wojny i represji politycznych, stwarzająca podstawy formalne do przeprowadzenia ekshumacji i budowy cmentarza.
Decyzją nr 271 z 24 marca 1999 Komitet Wykonawczy Charkowskiej Rady Miejskiej wydzielił 4248 m² gruntu w VI Kwartale Parku Leśnego Radzie OPWiM oraz udzielił zezwolenia na projektowanie i zbudowanie cmentarza ofiar totalitaryzmu. 31 marca 1999 Budimex S.A. rozpoczął prace budowlane, a ponadto w tym też roku, rozstrzygnięty został przetarg na elementy rzeźbiarskie, w wyniku którego ich wykonanie, dostawę i montaż Rada OPWiM zleciła konsorcjum Budimex S.A. – Metalodlew S.A..

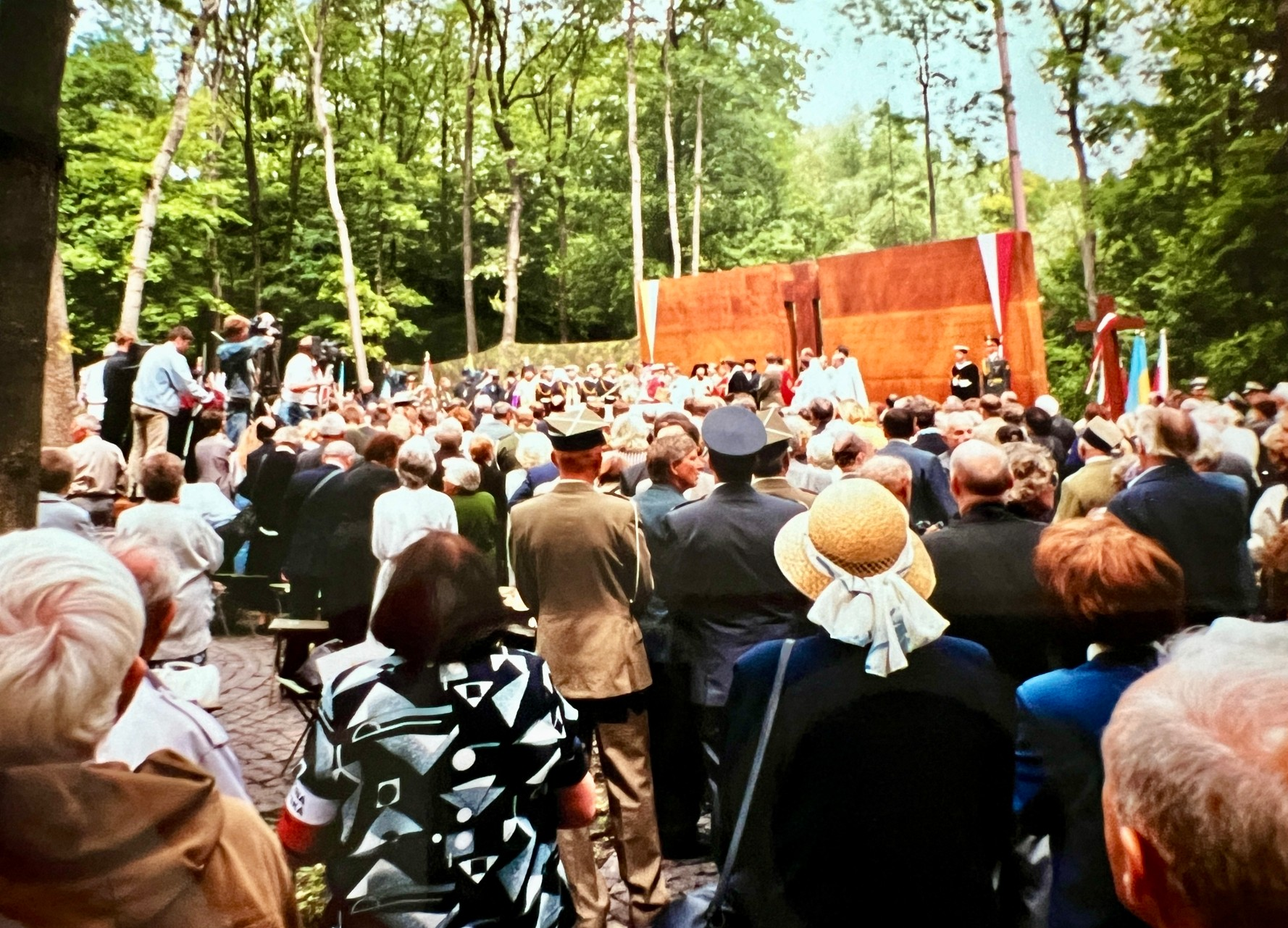
Inauguracja Cmentarza Ofiar Totalitaryzmu w Charkowie, 17 czerwca 2000.

W inauguracji Cmentarza Ofiar Totalitaryzmu w Charkowie, która odbyła się 17 czerwca 2000, udział wzięli m.in. premierzy Polski – Jerzy Buzek oraz Ukrainy – Wiktor Juszczenko, a także delegacja rządowa z ministrem Obrony Narodowej Bronisławem Komorowskim, ministrem Kultury i Dziedzictwa Narodowego Michałem K. Ujazdowskim, delegacja Sejmu RP z wicemarszałkiem Stanisławem Zającem, Senatu RP z wicemarszałkiem Andrzejem Chronowskim,  przedstawiciele Prezydenta RP – sekretarz stanu Mark Siwiec i Witold Śmidowski, biskup polowy Wojska Polskiego gen. dyw. Sławoj L. Głódz, duchowni różnych wyznań, wyżsi dowódcy wojskowi, polska i ukraińska kompania honorowa, orkiestra WP, przedstawiciele Federacji Rodzin Katyńskich, a przede wszystkim najbliżsi żyjący członkowie rodzin zamordowanych.
Rok 2000 symbolicznie zamknął 60-letni okres związany z odkrywaniem prawdy i upamiętnieniem Zbrodni Katyńskiej, jednak nadal są inne nieznane miejsca pochówku Polaków zamordowanych wiosną 1940.
W 2003 ukazała się książka „Charków. Księga Cmentarna Polskiego Cmentarza Wojennego” pod redakcją  naukową Jędrzeja Tucholskiego i Wandy Krystyny Roman, zawierająca listę pochowanych tam ofiar zbrodni katyńskiej wraz z krótkimi biogramami (łącznie 3 812 nazwisk). Jest to wspólne dzieło Rady Ochrony Pamięci Walk i Męczeństwa, Niezależnego Komitetu Historycznego Badania Zbrodni Katyńskiej, Wojskowego Instytutu Historycznego, Centralnego Archiwum Wojskowego, Muzeum Katyńskiego, Centralnego Archiwum MSW, Wyższej Szkoły Policyjnej w Szczytnie, Federacji Rodzin Katyńskich i Stowarzyszenia „Rodzina Policyjna 1939”.

## Ekshumacje

Nieśmiertelniki znalezione w Piatichatkach podczas ekshumacji (na podstawie zbiorów Muzeum Katyńskiego w Warszawie).

Budowę wszystkich czterech cmentarzy katyńskich poprzedzały ekshumacje. W wyniku ustaleń z jesieni 1990, dokonanych na szczeblu międzypaństwowym, po wizycie ministra spraw zagranicznych Krzysztofa Skubiszewskiego w Moskwie, Prokuratura Generalna RP uzyskała w rosyjskim śledztwie status prokuratury posiłkowej Oznaczało to, że polska ekipa uzyskała możliwość uczestniczenia w zaplanowanych pracach. Taka forma polskiego udziału w rosyjskim śledztwie pociągała za sobą konieczność podporządkowania się wskazanym przez stronę rosyjską ograniczeniom. Najistotniejsze było potwierdzenie, że we wskazanych miejscach faktycznie znajdują się szczątki polskich żołnierzy. Pierwszym profesjonalnym archeologiem w Charkowie-Piatichatkach był w 1991 prof. Andrzej Nadolski z Łodzi. Poszczególne prace ekshumacyjne w Piatichatkach, odbywały się w następujących terminach:
- od 25 lipca do 9 sierpnia 1991[28], pod kierunkiem ówczesnego zastępcy prokuratora generalnego Stefana Śnieżki[29];
- od 3 czerwca do 22 września 1995, pod kierunkiem archeologa i historyka, prof. Andrzeja Koli[26];
- od 27 maja do 14 września 1996, również pod kierunkiem prof. Andrzeja Koli[30].

W 1991 polska ekipa miała tylko dwa tygodnie na prowadzenie ekshumacji, jednak zdobyte wtedy nowe doświadczenia w tej bezprecedensowej akcji badawczej były bardzo cenne. Poszukiwania prowadzono na ogrodzonym terenie o powierzchni 1,3 ha. Brakowało dokładnej mapy tego terenu i tylko jego ukształtowanie wskazywało na prawdopodobne położenie grobów. Przyjęto metodę „rozproszonych wykopów sondażowych”. W wielu wypadkach były one zbyt płytkie i nie pozwoliły na odkrycie położonych głębiej grobów. Mimo trudności i prawdopodobnie popełnionych błędów, prace wykonane w 1991 zostały zakończone powodzeniem, ponieważ znaleziono cztery groby masowe, w których spoczywały szczątki polskich oficerów ze Starobielska. Dowodziły tego znalezione w nich różnorakie przedmioty, a w tym m.in. odznaczenia i odznaki, identyfikatory wojskowe oraz dokumenty, na których widniały nazwiska osób znanych, jako jeńcy Starobielska.  Łącznie ekipa Stefana Śnieżki ekshumowała w tym czasie szczątki 167 osób, które zidentyfikowano jako polskie. Ponadto zostało przebadane miejsce, w którym w 1940 funkcjonariusze NKWD zakopali rzeczy osobiste zabrane ofiarom mordu. Po zakończeniu prac ekshumacyjnych członkowie ekipy złożyli wydobyte szczątki oficerów WP do 9 trumien, a następnie umieścili je w grobie nr V. Obok spoczęły natomiast szczątki obywateli radzieckich. Dziesiąta trumna, ze szkieletem oficera WP przygotowana została do pogrzebu, który miał charakter uroczysty. Odbył się on 10 sierpnia 1991, z udziałem oficjalnej delegacji polskiej, na czele m.in. z Ministrem Stanu ds. Bezpieczeństwa Narodowego, Lechem Kaczyńskim, reprezentującym Prezydenta RP. Trumnę, okrytą biało-czerwonym sztandarem i wstęgą Virtuti Militari złożono w grobie. Następnie zostały na nim postawione - dębowy krzyż i tablica z napisem:

Pamięci 3921 generałów i oficerów Wojska Polskiego, więźniów Starobielska zamordowanych wiosną 1940 roku przez NKWD i tu pochowanych. Charków, 10.08.1991 Rodacy.

W latach następnych (1994-1996) teren cmentarza wiele razy badano metodami archeologicznymi. Pozwoliło to zrekonstruować jego topografię i precyzyjnie zlokalizować znajdujące się tam groby. Podczas prac ekipy prof. Andrzeja Kola odnaleziono kilkadziesiąt grobów masowych, przy czym w kilkunastu spoczywały tylko zwłoki Polaków, a 347 osób udało się zidentyfikować m.in. dzięki znalezionym przy nich dokumentom. Duża część grobów w tym miejscu, zawierała szczątki sowieckich ofiar egzekucji z okresu wielkiej czystki.
W czasie prac związanych z ekshumacjami obecni byli bliscy krewni ofiar, m.in. prof. Maria Blomberg, córka zamordowanego w Charkowie rotmistrza Jana Kossowskiego, dr n.med. Ewa Gruner-Żarnoch, córka zamordowanego w Charkowie por. Juliana Grunera, lekarza pediatry i wybitnego lekkoatlety czy też inż. Jędrzej Tucholski, syn zamordowanego w Katyniu por. rez. dr Tadeusza Tucholskiego, a także ks. Zdzisław Peszkowski, żołnierz kampanii wrześniowej 1939, krewny zamordowanego w Katyniu por. Romana Peszkowskiego. 
Czynności podejmowane w 1991, podczas ekshumacji ciał polskich oficerów, dokumentował reżyser Józef Gębski wraz z ekipą Studia Filmowego Kronika, a także Wytwórnią Filmową „Czołówka”. Efektem tej pracy jest film pt. „Nie zabijaj”, przywołujący m.in. obrazy z tego czasu. Ponadto w latach 1990-1991 w odkrywaniu grobów uczestniczył dyplomowany fotograf  Andrzej Świderski, a jego zdjęcia były prezentowane na wystawie „Nekropolia polskich oficerów w Charkowie-Piatichatkach w fotografiach Andrzeja Świderskiego”.

## Opis cmentarza
Teren cmentarza ma kształt nieregularnego czworoboku o ogólnej powierzchni 2,31 ha. Główne jego elementy to: 75 masowych grobów, w tym 15 polskich oraz 60 obywateli radzieckiej Ukrainy. Przy wejściu znajdują się pylony z wyobrażeniami polskiego orła wojskowego i godła Ukrainy. Po lewej stronie zostały umieszczone znaki czterech wyznań: katolicyzmu, prawosławia, judaizmu i islamu,  które symbolizują różne religie, których wyznawcy spoczywają w tym miejscu. Kurhany zwieńczono krzyżami łacińskimi na grobach polskich i prawosławnymi na mogiłach ukraińskich.
Oś cmentarza wyznacza aleja główna, gdzie na cokołach wmurowano Order Virtuti Militari i Krzyż Kampanii Wrześniowej. Spajają ją dwie ściany ołtarzowe: polska i ukraińska. Cmentarz okala tzw. czarna droga wykonana z kostki bazaltowej. Po obu stronach alei wyłożone są na ziemi żeliwne tabliczki epitafijne poświęcone „katyńczykom”. Ułożone są w porządku alfabetycznym, a każda tabliczka – o ile były dostępne dane – ma wypisane w reliefie wypukłym: stopień wojskowy, imię i nazwisko, datę i miejsce urodzenia, zawód lub wykształcenie, a także jednostkę przydziałową. Na dole tabliczki jest podany rok 1940 – czas mordu „katyńczyków”.
Polska ściana ołtarzowa jest dwuczęściowa. Na jej płaszczyźnie umieszczone są (w reliefie wklęsłym) imiona i nazwiska wszystkich charkowskich ofiar zbrodni katyńskiej. Obie płyty ołtarza spaja centralny krzyż. Pod nim, częściowo poniżej poziomu terenu wisi dzwon, dzięki czemu uzyskuje się stłumiony i przejmujący dźwięk, który ma symbolicznie przywoływać prawdę o zbrodni ukrytej pod ziemią. Na powierzchni dzwonu został wyryty tekst Bogurodzicy i nazwa miasta Charków. Obok ołtarza natomiast umieszczono tablicę z inskrypcją:

W hołdzie ponad 4300 oficerom Wojska Polskiego, jeńcom wojennym obozu w Starobielsku i sowieckich więzień, zamordowanym przez NKWD wiosną 1940 r. w Charkowie. Naród Polski

Na ścianie ołtarzowej ukraińskiej (pionowa płyta żeliwna) znajdują się nazwiska zamordowanych 2746 obywateli radzieckich, różnej narodowości m.in.: Litwinów, Żydów, Białorusinów, Niemców, Ukraińców czy Rosjan.
Postanowieniem z 29 maja 2000 roku, które podpisał gen. bryg. w st. spocz. Stanisław Nałęcz-Komornicki, Kanclerz i Kapituła Orderu Wojennego Virtuti Militari stwierdziła, że nadanie z dnia 11 listopada 1976 roku Krzyża Srebrnego Orderu Wojennego Virtuti Militari Nr 14384 Pomnikowi Katyńskiemu w Londynie pozwala na przeniesienie znaku Orderu na cmentarze katyńskie i postanowiła, „aby w trwałej architekturze cmentarzy katyńskich oraz w uroczystościach żałobnych ku czci pomordowanych oficerów polskich obecne były znaki Orderu Wojennego Virtuti Militari".

## Zniszczenia wskutek rosyjskiej agresji na Ukrainę
W trakcie rosyjskiej agresji na Ukrainę – jak podała Polska Agencja Prasowa i  Polskie Radio (na podstawie materiału wykonanego przez fotoreportera PAP Andrzeja Lange) –  23 marca 2022 w teren cmentarza uderzyły cztery rosyjskie bomby. Jedna trafiła w ogrodzenie, dwie w teren samego cmentarza, a w postument jednego z krzyży wbił się element pocisku kasetowego, którego odłamki zniszczyły m.in. tabliczki epitafijne.